# Slapshock
Slapshock é uma banda filipina de rap metal formada em 1997.

## Integrantes

### Membros
- Lee Nadela - baixo
- Lean Ansing - guitarra
- Jerry Basco - guitarra
- Chi Evora - bateria
- Jamir Garcia - vocal

### Ex-membros
- Reynold Munsayac - vocal

## Discografia
- 4th Degree Burn (2000)
- Headtrip (2001)
- Project 11-41 (2002)
- Back to the 2 Inch (2003)
- Novena (2004)
- Silence (2006)
- Cariño Brutal	(2009)
- Kinse Calibre  (2012)